# Crâmpoia
Crâmpoia là một xã thuộc hạt Olt, România. Dân số thời điểm năm 2002 là 3844 người.